# Sergio Graziani

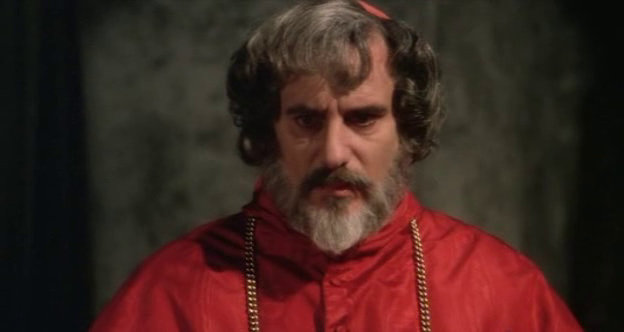
Sergio Graziani in dem Film Signore e signori (1976).

Sergio Graziani (* 10. November 1930 in Udine; † 25. Mai 2018 in Rom) war ein italienischer Schauspieler und Synchronsprecher.

## Leben
Graziani war seit den 1960er Jahren als Schauspieler und insbesondere als Synchronsprecher aktiv. Er war die italienische Stimme von u. a. Donald Sutherland, Peter O’Toole und Terence Hill. 2008 erhielt er den Großen Preis für Synchronisation für sein Lebenswerk.

## Filmografie (Auswahl)
- 1962: Le notti bianche (Fernsehfilm)
- 2007: Segretario particolare